# Springtown, Texas
Springtown là một thành phố thuộc quận Parker, tiểu bang Texas, Hoa Kỳ. Năm 2010, dân số của xã này là 2658 người.

## Dân số
- Dân số năm 2000: 2062 người.
- Dân số năm 2010: 2658 người.